# Кэмпбелл (округ, Южная Дакота)
Округ Кэмпбелл (англ. Campbell County) располагается в США, штате Южная Дакота. Официально образован 8 января 1873 года. По состоянию на 2010 год, численность населения составляла 1466 человек. Получил своё название в честь американского конгрессмена Нормана Б. Кэмпбелла.

## География
По данным Бюро переписи США, общая площадь округа равняется 1998 км², из которых 1906 км² суша и 92 км² или 4,61 % это водоёмы.

## Население
По данным переписи населения 2000 года в округе проживает 1 782 жителей в составе 725 домашних хозяйств и 508 семей. Плотность населения составляет менее 1-го человека на км2. На территории округа насчитывается 962 жилых строений, при плотности застройки менее 1-го строения на км2. Расовый состав населения: белые — 99,33 %, коренные американцы (индейцы) — 0,34 %, азиаты — 0,06 %, представители двух или более рас — 0,28 %. Испаноязычные составляли 0,22 % населения независимо от расы.
В составе 30,30 % из общего числа домашних хозяйств проживают дети в возрасте до 18 лет, 65,80 % домашних хозяйств представляют собой супружеские пары проживающие вместе, 2,60 % домашних хозяйств представляют собой одиноких женщин без супруга, 29,90 % домашних хозяйств не имеют отношения к семьям, 28,60 % домашних хозяйств состоят из одного человека, 15,70 % домашних хозяйств состоят из престарелых (65 лет и старше), проживающих в одиночестве. Средний размер домашнего хозяйства составляет 2,43 человека, и средний размер семьи 3,02 человека.
Возрастной состав округа: 26,40 % моложе 18 лет, 3,50 % от 18 до 24, 24,50 % от 25 до 44, 23,50 % от 45 до 64 и 23,50 % от 65 и старше. Средний возраст жителя округа 42 лет. На каждые 100 женщин приходится 100,70 мужчин. На каждые 100 женщин старше 18 лет приходится 98,30 мужчин.
Средний доход на домохозяйство в округе составлял 28 793 USD, на семью — 35 938 USD. Среднестатистический заработок мужчины был 22 128 USD против 17 237 USD для женщины. Доход на душу населения составлял 14 117 USD. Около 11,20 % семей и 14,10 % общего населения находились ниже черты бедности, в том числе — 7,70 % молодежи (тех, кому ещё не исполнилось 18 лет) и 22,30 % тех, кому было уже больше 65 лет.